# Cattedrale di Castellaneta
La chiesa di Santa Maria Assunta è il duomo di Castellaneta, e cattedrale della diocesi omonima.

## Storia
La primitiva chiesa, dedicata al santo patrono cittadino san Nicola, fu edificata nella seconda metà dell'XI secolo e riedificata nel XIV secolo nelle forme del romanico pugliese con la nuova dedica a santa Maria Assunta. Nel XVII e XVIII secolo l'edificio fu rinnovato e restaurato in forme barocche; quest'opera ha quasi totalmente cancellato ogni traccia della chiesa primitiva.

## Descrizione
La facciata barocca in calcare bianco (del 1771) è ornata da sei statue. Quattro ornano la parte alta terminante con una balaustra, e raffigurano le quattro virtù cardinali, mentre lateralmente vi sono le statue dei santi Gennaro e Nicola. Affianca la facciata il campanile con bifore, unico resto rilevante della chiesa romanica.
L'interno dell'edificio è a pianta basilicale a tre navate suddivise da coppie di colonne; le tre navate terminano con tre absidi; il soffitto ligneo è impreziosito da opere settecentesche di Carlo Porta da Molfetta (1733-1739) raffiguranti l'Assunta e san Nicola. Sulle navate laterali insistono otto cappelle, tra cui in particolare la cappella di san Nicola con un busto argenteo del santo (1756) e quella della santissima Trinità con il frontespizio ligneo dell'altare risalente al XV secolo. Due dipinti di Domenico Carella da Martina ornano la zona del presbiterio, ove sono collocate anche due statue dei santi Pietro e Paolo (del XVI secolo).